# مزرعة سيدها (قهاب رستاق)
مزرعة سیدها (بالإنجليزية: Mazraeh-ye Seyyedha)‏ هي مستوطنة تقع في إيران في قسم قهاب رستاق الريفي.